# SC Weiche Flensburg 08
Der Sport-Club Weiche Flensburg von 1908 e. V., kurz SC Weiche Flensburg 08, ist ein Sportverein aus dem schleswig-holsteinischen Flensburg. Der Verein wurde 1930 unter dem Namen Eisenbahner Turn- und Sportverein Flensburg-Weiche von 1930 e. V. gegründet und war als ETSV Weiche Flensburg bekannt. Zum 1. Juli 2017 nahm der Verein die Mitglieder von Flensburg 08 auf und erhielt seinen heutigen Namen.
Die in die ETSV Flensburg-Weiche Liga GmbH & Co. KG (vormals ETSV Weiche Liga GmbH) mit Sitz in Harrislee ausgegliederte Fußballmannschaft spielt aktuell in der viertklassigen Regionalliga Nord. Als Regionalligist ist der ETSV Weiche Flensburg auch der klassenhöchste Flensburger Klub. An der ETSV Flensburg-Weiche Liga GmbH & Co. KG ist neben dem Verein ein weiterer Kommanditist beteiligt. Die voll haftende und zur Geschäftsführung berechtigte Komplementärin ist die ETSV Flensburg-Weiche Liga Verwaltungs GmbH, deren Anteile gemäß der 50+1-Regel mehrheitlich vom Verein und von einem weiteren Gesellschafter gehalten werden.
Bundesweite Bekanntheit erlangte der Verein durch seine Beteiligung an der Handballspielgemeinschaft SG Weiche-Handewitt, die einige Saisons in der 1. und 2. Handball-Bundesliga spielte.

## Geschichte
| Saison                    | Platz | Tore  | Punkte | Zuschauerschnitt | DFB-Pokal |
| ------------------------- | ----- | ----- | ------ | ---------------- | --------- |
| Regionalliga Nord 2017/18 | 1     | 61:25 | 73     | 1.004            |           |
| Regionalliga Nord 2018/19 | 4     | 65:41 | 59     | 853              |           |
| Regionalliga Nord 2019/20 | 3     | 35:22 | 46     | 909              |           |

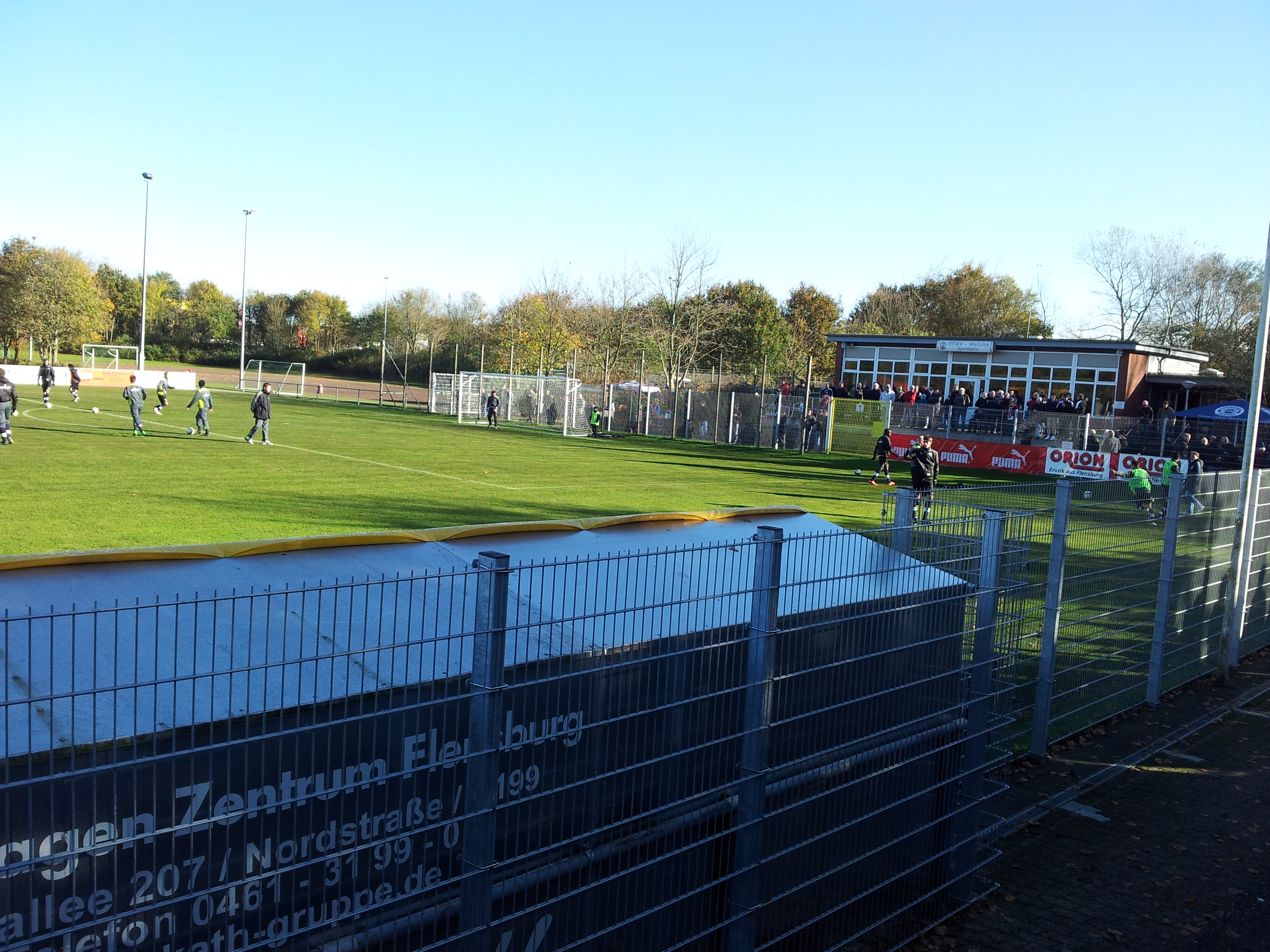
Vereinsheim und Stehplatzbereich der Heimfans im Manfred-Werner-Stadion, der Spielstätte des ETSV Weiche

Die Fußballabteilung des damaligen ESV Weiche 1930 e. V. wurde 1932 gegründet. Nach dem Zweiten Weltkrieg gründeten die Fußballer den TSV Weiche-West von 1949 und traten geschlossen in diesen ein. Die Mannschaft begann mit dem Spielen auf Kreisebene. 1956 wurde Weiche-West Kreismeister und stieg in die 2. Amateurliga (Bezirksliga) auf. In den 1960er Jahren bildeten sich erste Jugendmannschaften im Verein.

### Fusion von TSV Weiche-West mit dem ESV Weiche zum ETSV Weiche

Vereinswappen des ETSV Weiche

Am 9. Februar 1972 fusionierten der TSV Weiche-West mit dem ESV Weiche und bildeten den ETSV Weiche. Seit 1978 spielt der Verein an der Bredstedter Straße. Nach der Saison 1982/83 stieg der Verein in die Landesliga auf. Nach einer Saison musste der Verein jedoch als Tabellenletzter wieder absteigen. 1992 gründete der Verein eine Frauenfußballmannschaft, welche noch im gleichen Jahr den Spielbetrieb in der Bezirksklasse aufnahm. Nach der Saison 1993/94 stieg der Verein erneut in die Landesliga auf. Bei der Auflösung der Landesligen 1999 verpasste Weiche den Sprung in die neue Verbandsliga und musste ein Jahr in der Bezirksliga spielen. Anschließend spielte der Verein in der Bezirksoberliga. In der Saison 2006/07 errang der ETSV Weiche die Meisterschaft der Bezirksoberliga Nord und stieg in die Verbandsliga Schleswig-Holstein, damals die höchste Spielklasse im Bereich des SHFV, auf. Der Sprung in die im nächsten Jahr gebildete Schleswig-Holstein-Liga gelang zunächst nicht, so dass man in der Saison 2008/09 in der Verbandsliga Nord-West antreten musste. Hier konnte man 2009 die Vizemeisterschaft erringen und stieg in die Schleswig-Holstein-Liga auf, da der Meister SG Sylt-Haddeby keine Zulassung für die höhere Spielklasse erhielt. Am Ende der anschließenden Saison belegte man den elften Platz.
In der Saison 2011/12 gelang dem ETSV Weiche mit dem 2. Platz in der Schleswig-Holstein-Liga die Teilnahme an den Relegationsspielen zur neuen Regionalliga Nord. In zwei Spielen gegen den Vertreter aus der Oberliga Niedersachsen, dem SV Holthausen/Biene, gelang schließlich der Aufstieg in die Regionalliga Nord. Nach einem 3:1-Auswärtserfolg gewann die Mannschaft von Trainer Daniel Jurgeleit auch das Rückspiel mit 3:0.

### Fusion von ETSV Weiche mit Flensburg 08 zum SC Weiche Flensburg 08
Im Jahr 2013 plante die Vereinsführung von Flensburg 08 eine Fusion mit dem Lokalrivalen TSB Flensburg sowie dem ETSV Weiche unter dem Namen FSV Flensburg. Die Fusionsverhandlungen führten nicht zur erhofften Fusion, aber es kam zu einer kleinen Lösung zwischen 08 und Weiche, einer Kooperation im Jugendbereich, der weitere Kooperationen folgen sollen. Die A-Junioren wurden in der Spielgemeinschaft Weiche/08 und die B-Junioren in der Spielgemeinschaft 08/Weiche zusammengelegt. Anfang März wurden die Verhandlungen wieder aufgenommen. Im November 2016 stimmten beide Vereine einer Fusion zu. Flensburg 08 wurde zum 1. Juli 2017 aufgelöst und die Mitglieder traten dem ETSV Weiche bei. Der ETSV Weiche änderte seinen Namen im Zuge dessen in SC Weiche Flensburg 08.
Als aktueller Regionalligist ist der SC Weiche Flensburg 08 auch der klassenhöchste Flensburger Fußballklub.

### Regionalliga (seit 2017)
In der Regionalligasaison 2017/18 konnte sich Weiche die Meisterschaft sichern und sich damit für die Aufstiegsspiele zur Dritten Liga qualifizieren, in denen die Flensburger gegen Energie Cottbus antraten. Durch eine 2:3-Niederlage im Heimspiel und ein torloses Unentschieden in Cottbus verpasste Flensburg den Aufstieg in den Profifußball.
Im Pokalfinale setzte sich Flensburg 3:0 gegen die Husumer SV durch. Flensburg gewann damit  den Landespokal zum ersten Mal und qualifizierte sich zudem für die Teilnahme am DFB-Pokal 2018/19, bei dem der Viertligist in der ersten Runde überraschend den VfL Bochum mit 1:0 besiegte, in der zweiten Runde jedoch gegen SV Werder Bremen mit 1:5 verlor.
Im SHFV-Pokal 2019/20 schied man im Halbfinale mit 0:1 beim SV Todesfelde aus. Die Regionalligasaison 2019/20 wurde wegen der COVID-19-Pandemie vorzeitig abgebrochen und der dritte Platz erreicht.
In der Saison 2020/21 stellte Flensburg als Tabellenführer der Nordstaffel der Regionalliga Nord keinen Antrag auf Lizenz zur 3. Liga und gab somit eine Aufstiegsmöglichkeit in dieser Saison auf. Mitte November 2023 wurde Trainer Benjamin Eta (seit Januar 2023 im Amt) entlassen, nachdem es zuvor in 15 Saisonspielen drei Siege, fünf Unentschieden sowie sieben Niederlagen gegeben hatte. Etas Nachfolge trat Torsten Fröhling an.

## Kader der Saison 2024/25
(Stand: 8. April 2025)
| Nr.        | Nat.        | Spieler              | Geboren       | Im Verein seit |
| ---------- | ----------- | -------------------- | ------------- | -------------- |
| Tor        |             |                      |               |                |
| 01         | Danemark    | Christian Rust       | 16. Feb. 2005 | 2024           |
| 12         | Deutschland | Nils Bock            | 24. Jan. 2004 | 2024           |
| 12         | Deutschland | Jovan Jović          | 5. Aug. 2002  | 2024           |
| Abwehr     |             |                      |               |                |
| 02         | Deutschland | Bjarne Schleemann    | 17. Juli 1999 | 2020           |
| 03         | Deutschland | Torben Marten        | 25. Mai 2003  | 2022           |
| 04         | Deutschland | Marshall Faleu       | 28. Apr. 2003 | 2024           |
| 23         | Gambia      | Marian Sarr          | 30. Jan. 1995 | 2024           |
| 24         | Deutschland | Malte Petersen       | 12. Aug. 2000 | 2024           |
| 27         | Deutschland | Sandro Plechaty      | 24. Aug. 1997 | 2024           |
| 28         | Deutschland | Theo Behrmann        | 28. Nov. 2001 | 2023           |
| 42         | Deutschland | Karim Hüneburg       | 25. Feb. 2005 | 2025           |
|            | Brasilien   | Ilídio Pastor Santos | 26. Juni 1992 | 2013           |
| Mittelfeld |             |                      |               |                |
| 05         | Deutschland | Maxim Jurk           | 2. Apr. 2004  | 2024           |
| 07         | Deutschland | Joshua Nwokoma       | 28. Jan. 2005 | 2024           |
| 08         | Deutschland | Paul Thieler         | 24. März 2005 | 2024           |
| 13         | Schweden    | Gustav Karimi        | 14. Okt. 2004 | 2025           |
| 19         | Deutschland | Thies Richter        | 28. Dez. 2003 | 2022           |
| 21         | Deutschland | Jan-Pelle Hoppe      | 7. Juni 1999  | 2023           |
| 37         | Deutschland | Dominic Hartmann     | 20. Aug. 1992 | 2017           |
| 77         | Deutschland | Alexander Laukart    | 25. Okt. 1998 | 2024           |
| 90         | Danemark    | Mads Albæk           | 14. Jan. 1990 | 2024           |
| Sturm      |             |                      |               |                |
| 09         | Deutschland | Ben Opoku            | 2. März 2004  | 2024           |
| 10         | Deutschland | Marcel Cornils       | 7. Aug. 1992  | 2020           |
| 11         | Deutschland | Tarik Pannholzer     | 10. Nov. 2000 | 2025           |
| 16         | Deutschland | Randy Gyamenah       | 24. Jan. 2000 | 2024           |
| 17         | Deutschland | René Guder           | 6. Sep. 1994  | 2022           |
| 18         | Deutschland | Juri Schlingmann     | 10. Juli 2000 | 2024           |

## Titel
- Meister der Regionalliga Nord: 2018
- SHFV-Pokal-Sieger: 2018, 2021
- SHFV-Hallenmeister: 2014, 2016, 2017, 2018, 2023

## Bekannte ehemalige Fußballspieler
- Sascha Görres, Fußballprofi in den USA von 2005–2016; begann seine Karriere beim ETSV Weiche
- Beke Sterner, wurde Bundesligaspielerin bei der SGS Essen
- Torge Paetow